# こんばんは、朝山家です。
『こんばんは、朝山家です。』（こんばんは あさやまけです）は、2025年7月6日からテレビ朝日系列で、毎週日曜22時15分 - 23時9分に放送中の朝日放送テレビ制作のテレビドラマである。主演は中村アンと小澤征悦。
「日10ドラマ」としては初となるホームドラマで、足立紳が自身の連載日記『後ろ向きで進む』（GetNavi web、2020年5月 - 2025年2月）をベースに脚本する。「キレる妻」と「残念な夫」、そして彼らの子ども2人からなる、一見普通な家族の赤裸々な日常と奮闘の物語が描かれる。

## キャスト

### 朝山家
朝山朝子（あさやま あさこ）
演 - 中村アン
賢太のために立ち上げた事務所「株式会社ASAYAMA」の社長で、賢太が監督する映画のプロデューサー。仕事の時は旧制の佐藤を名乗っている。承認欲求が強く小心者の賢太にイライラしている。
朝山賢太（あさやま けんた）
演 - 小澤征悦
シナリオライター。国民的ドラマの脚本をかいた売れっ子。本人は映画監督をしたいと思っている。承認欲求が強く、エゴサーチにおぼれている。
朝山蝶子（あさやま ちょうこ）
演 - 渡邉心結
高校1年生。野球チームに所属する。反抗期真っ盛りで家族に対してイライラしている。
朝山晴太（あさやま はるた）
演 - 嶋田鉄太
小学6年生で不登校気味。自閉スペクトラム症。カメが好き。
アリ
演 - エマミエ レザ
2階に居候しているイラン人。難民申請中。

### 株式会社ASAYAMA
中野智明（なかの ともあき）
演 - 松尾諭
「株式会社ASAYAMA」に所属する売れない俳優。賢太とは学生時代からの付き合い。
成瀬晃一
演 - 土佐和成
所属俳優。
畠山想
演 - 佐野弘樹
所属俳優。

### デジャブピクチャーズ
則元桐子（のりもと きりこ）
演 - さとうほなみ
映画プロデューサー。朝子のよき理解者。
梶本清（かじもと きよし）
演 - 宇野祥平
桐子の上司。

### 「夜山家の人々」

#### スタッフ
武藤哲（むとう てつ）
演 - 坂田聡
ベテランカメラマン。
小田原誠（おだわら まこと）
演 - 木村知貴
助監督。
小向佐知（こむかい さち）
演 - 工藤遥
新人の記録係。

#### キャスト候補
深山新之助（ふかやま しんのすけ）
演 - 竹財輝之助
売れっ子俳優。
大日方香（おおびなた かおる）
演 - 河井青葉
フリーのベテラン女優。
吉浦亮（よしうら りょう）
演 - 丸山智己
最近、人気下降気味の俳優。

### 周辺人物
中川陸（なかがわ りく）
演 - 小島健（Aぇ! group）
晴太が通う療育センター「ソーラー」の職員。
木本美樹（きもと みき）
演 - 影山優佳
晴太の小学校のクラス担任。
ミチル
演 - 三好なこ
朝子たちがボランティアで関わっている女の子。発達障害。
朱莉
演 - 池下リリコ
蝶子の野球チームの友人。

### ゲスト

#### 第1話
向山カレン
演 - 藤本ばんび
賢太が脚本を書いた国ドラ「ムキムキ」の主演女優。
グループホームの女性
演 - 菊池祐佳
ミチルが住んでいるグループホーム「ファミリー花壇」の女性。
ボランティアセンターの女性
演 - 根岸晴子
朝山夫妻が利用しているボランティアセンターの女性。朝山家の2階を困っている人に貸してもらえないか、と打診する。
監督
演 - ゆかわたかし（第2話・第3話）
蝶子が所属する野球チームの監督。
部員
演 - 安山夢子（第2話・第3話）、松村凜子（第2話・第3話）、佐々木奏音（第2話・第3話）
野球チーム メンバー。調子に乗っている、と蝶子に因縁をつける。
岩本計介、小櫃裕太郎、大石紗椰
演 - 本人（いずれもABCテレビアナウンサー）
国ドラ「ムキムキ」の直後に放送されている情報番組「あさオハ」の出演者。
新聞記者
演 - 赤江珠緒
朝山夫婦にインタビューする記者。

#### 第2話
三谷三四郎
演 - 本人
YouTubeの人気番組「街録ch〜あなたの人生、教えて下さい〜」のディレクター。朝山夫妻を取材する。
美香
演 - 後藤ユウミ
勇斗の母。朝子と共に愛友学園の中学体験に参加する。
教師
演 - 横江泰宣、福地千香子
朝子が体験に行く愛友学園中学の教師。
河野菜々美
演 - 桜野希子
深山新之助のマネージャー。
勇斗
演 - 薄井要
美香の息子。愛友学園中学への進学を希望している。

#### 第3話
はじめしゃちょー
演 - 本人
朝山夫妻のインタビューをするYouTuber。
カメラマン
演-トゥイ
はじめしゃちょーのYouTubeを撮影するカメラマン。

佐々木オーナー
演 - 佐藤真弓（第4話）
蝶子が所属している野球チーム「ドリームウィングス」のオーナー。
スタッフ
演 - 細井じゅん
デジャブピクチャーズのスタッフ。
中田晃
演 - 賀谷亮祐（第4話）
吉浦亮のマネージャー。

#### 第4話
篠田
演 - 藤木吾呂（第5話）
映画スタッフ。
助監督
演 - 秋元潤（第5話）、大山美結（役：3rd助監督、第5話）

黒田有
演 - 本人（第5話）
朝山夫妻が出演するラジオ番組のDJ。

#### 第5話
小峰岳、水田美紀
演 - 大熊大貴、大林暖佳
「夜山家の人々」に出演する子役。
武田
演 - 桜まゆみ
「夜山家の人々」のメイク係。
磯山
演 - 吉倉あおい
「夜山家の人々」の衣装係。妊婦。
早坂カウンセラー
演 - 猪塚健太
蝶子のカウンセリングの間に、朝山夫妻から話を聞くカウンセラー。
新田カウンセラー
演 - 綾乃彩
蝶子の担当カウンセラー。
佐藤美香子
演 - 中條サエ子
朝子の母。
臨床心理士
演 - 梅舟惟永

西田先生
演 - 田中亨
蝶子の学校の担任教師。
上野
演 - 河口晃大

丸山
演 - 上野郁弥
「夜山家の人々」の撮影助手。

## スタッフ
- 脚本 - 足立紳[1]
- 原案 - 足立紳、足立晃子『ポジティブに疲れたら俺たちを見ろ～ままならない人生を後ろ向きで進む～』（辰巳出版）[1]
- 音楽 - 海田庄吾
- 主題歌 - FUNKY MONKEY BΛBY'S「Come back home」（UNIVERSAL MUSIC / Polydor Records）[31]
- 演出 - 足立紳、小沼雄一、安村栄美[1]
- ビジュアル撮影 - 浅田政志[3]
- タイトルロゴ - 寺内暁
- チーフプロデューサー - 山崎宏太[1]
- プロデューサー - 寺川真未、宮本日奈美、加藤伸崇（S・D・P）、坪ノ内俊也（R.I.S Enterprise）
- 協力プロデューサー - 足立晃子[1]
- 制作協力 - S・D・P[1]
- 制作著作 - 朝日放送テレビ[1]

## 放送日程
| 話数  | 放送日  | サブタイトル                   | 監督     |
| ----- | ------- | ------------------------------ | -------- |
| 第1話 | 7月06日 | 朝山家の長くて短い一日         | 足立紳   |
| 第2話 | 7月13日 | うまくいかないことばかり       | 足立紳   |
| 第3話 | 7月27日 | 一言多いのに話は聞いてくれない | 安村栄美 |
| 第4話 | 8月03日 | やめたいをやめさせたい         | 安村栄美 |
| 第5話 | 8月17日 | わかってくれるのはお前だけ     | 小沼雄一 |

- 7月20日は第27回参議院議員通常選挙に伴うANN選挙特別番組『選挙ステーション 2025』（テレビ朝日制作、19時54分 - 22時45分）および『有働Times』（テレビ朝日制作、22時45分 - 24時）放送のため放送休止[33][34]。
- 8月10日は『FIBAバスケットボールアジアカップ2025 グループステージ第3戦 日本×グアム』（19時58分 - 21時56分）放送の影響で放送休止。